# Alfred Zehden
Alfred Zehden  (* 15. November 1876 in Stettin; † 29. November 1948 in Berlin) war ein deutscher Ingenieur und Erfinder. Mit seiner bereits am 24. Mai 1902 vom Kaiserlichen Patentamt patentierten Schrift Elektrische Beförderungsanlage unter Benutzung eines Wanderfeldmotors kann Zehden als Erfinder der Magnetbahn gelten.

## Leben
Alfred Zehden wurde als Sohn des jüdischen Kaufmanns Max Zehden und dessen Frau Regina, geb. Badt, in Stettin geboren. Später zog die Familie nach Berlin-Charlottenburg.
Nachdem Alfred das Stettiner Marienstiftsgymnasium absolviert hatte, studierte er Elektrotechnik und allgemeinen Maschinenbau an den Technischen Hochschulen in Hannover und Charlottenburg.
Nach Abschluss seiner Studien arbeitete Zehden sieben Jahre als Ingenieur, ehe er sich im Oktober 1907 zu weiteren Studien an der Universität Rostock einschrieb. Dieses Zusatzstudium schloss er am 25. Mai 1908 mit der Ablegung des Doktorexamens vor der Philosophischen Fakultät der Universität Rostock ab.
Seit Beginn der 1900er Jahre trat Zehden als Erfinder in Erscheinung und meldete zahlreiche Patente an. Aufgrund seines Patents mit der Nr. 140958 beim Kaiserlichen Patentamt vom 24. Mai 1902 „Elektrische Beförderungsanlage unter Benutzung eines Wanderfeldmotors“ kann er als Erfinder der Magnetbahn bezeichnet werden. Weitere Erfindungen Zehdens sind beispielsweise die „Elektrische Beleuchtung, Heizung oder Ventilation an Bahnzügen“ (1900) oder ein „Elektrischer Einbruchalarm/Electrical Burglar-Alarm“ (1913).

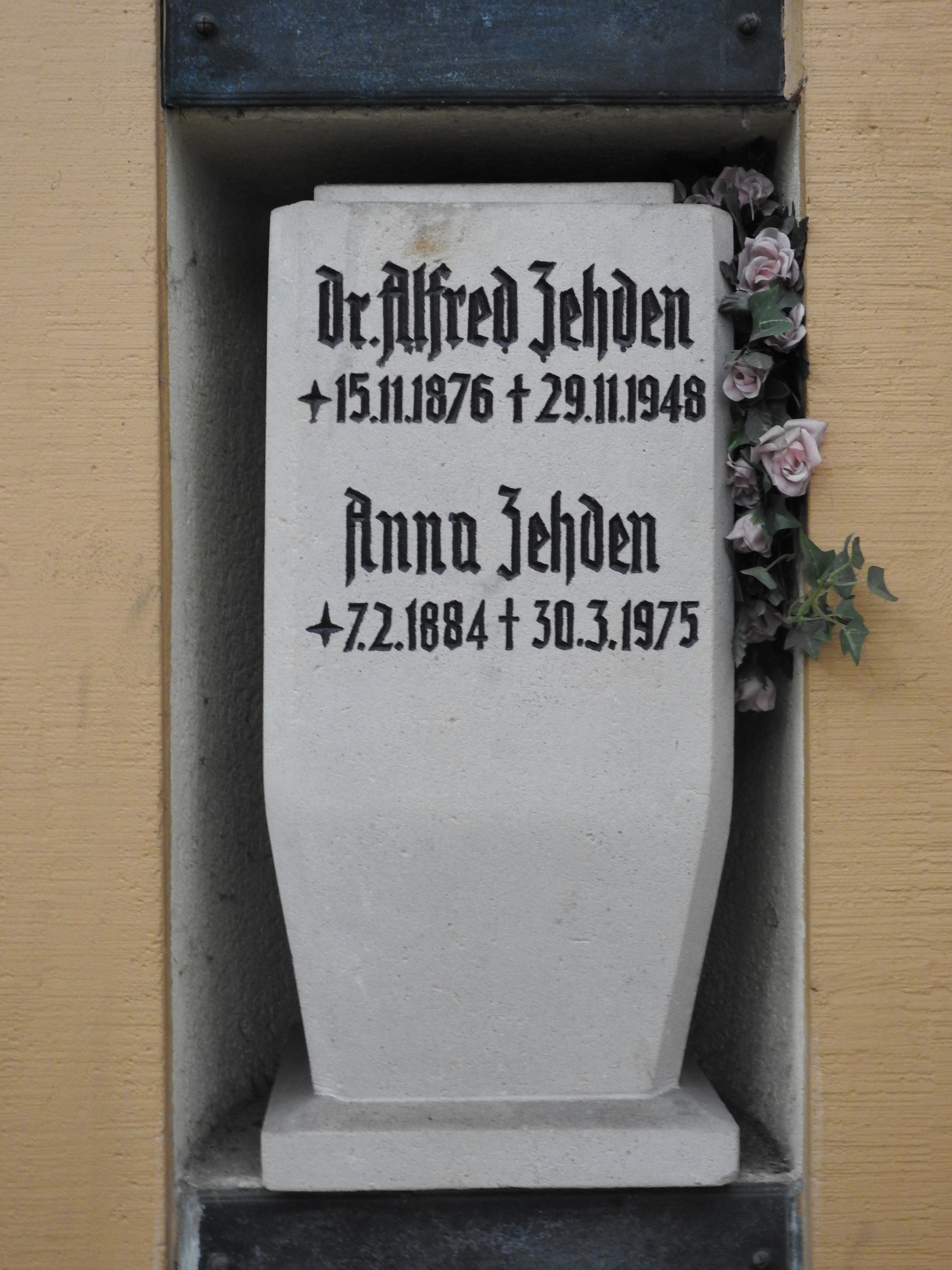
Schmuckurne des Ehepaars Zehden im Kolumbarium des Friedhofs Wilmersdorf

Alfred Zehden war ab 1923 mit Anna Schröder verheiratet. Der spätere Bezirksbürgermeister von Berlin-Steglitz Werner Alfred Zehden war sein Sohn.
Alfred Zehden war später als Patentanwalt in Berlin tätig.

## Patente (Auswahl)
- Elektrische Beleuchtung, Heizung oder Ventilation an Bahnfahrzeugen
- Elektrische Beförderungsanlage unter Benutzung eines Wanderfeldmotors
- Electrical Burglar-Alarm

## Schriften
- Über die relative Helligkeit der Farben elektrisch glühender Gase bei Wechsel von Druck und Stromstärke. Phil. Diss. Rostock 1909.